# Modelno učenje
Ena od štirih oblik učenja, naprednejša od instrumentalnega pogojevanja ter klasičnega pogojevanja. Pri tej vrsti učenja se učimo z opazovanjem nekega modela (od tukaj tudi ime modelno učenje). Druge opazujemo kako se vedejo v določeni situaciji, učimo se brez lastne izkušnje, z opazovanjem, potem pa naučeno posnemamo, kakor nam naše sposobnosti najbolje dopuščajo.

## Elementi modelnega učenja
1. Pozornost
Osebek, ki se uči, je pozoren na modelovo vedenje ter ga zazna.
2. Zapomnitev
Osebek informacije o nekem vedenju shrani v dolgotrajni spomin.
3. Izvajanje
Osebek vadi vedenje, ki si ga je zapomnil. To lahko izvaja tudi samo na miselni ravni s predstavljanjem.
4. Motivacija
Vakega vedenja osebek ne posnema/ni nujno da ga posnema. Za izvajanje nekega akta se lahko odloči glede na svoje mišljenje o le tem. Če na primer ugotovi da to vedenje ni skladno z okoliščinami, njegovim morlanim stališčem ipd., tega vedenja nebo ponovil, ker lahko sklepa, da mu bodo sledile negativne posledice.